# Вільгельм VI (ландграф)
Вільгельм VI Гессен-Кассельський (нім. Wilhelm VI. von Hessen-Kassel; 23 травня 1629, Кассель — 16 липня 1663, монастир Гайна) — ландграф Гессен-Касселя в 1637—1663 роках з Гессенського дому.

## Біографія
Вільгельм VI був старшим сином ландграфа Гессен-Касселя Вільгельма V та його дружини, графині Ганау-Мюнценберг Амалії Єлизавети.
Після смерті батька 1637 року за малолітнього Вільгельма VI регентом була його мати — аж до 25 вересня 1650 року, коли молодий ландграф був оголошений повнолітнім. Перед цим він здійснює освітню поїздку Європою. Під час регентства Амалії Єлизавети, за умов Тридцятирічної війни, вибухнула так звана Гессенська війна між Гессен-Касселем та Гессен-Дармштадтом за Верхній Гессен та Марбург. В 1648 році ця війна закінчилася перемогою Гессен-Касселя.
Після сходження на трон Вільгельм VI вів досить скромний та економний спосіб життя. Після закінчення Великої війни він піклується в першу чергу про покращення освіти в його землях — за його вказівкою розширюються університети в Марбурзі та Рінтельні, відкриваються нові навчальні заклади. Незадовго до своєї смерті, в 1658 році, Вільгельм VI вступає в Рейнський союз князів, спрямований проти Австрійської імперії. Вільгельм VI помер через травму, отриману під час полювання.

## Шлюб та діти
Дружина — Ядвіга Софія, дочка курфюста Бранденбургу Георга Вільгельма та Єлизавети Шарлотти.
Діти:
- Шарлотта Амалія(1650-1714) — дружина короля Данії та Норвегії Кристіана V, мала семеро дітей
- Вільгельм(1651-1670) — ландграф Гессен-Каселю з 1663 року, дітей не мав
- Луїза(1652), прожила місяць
- Карл(1654-1730) — ландграф Гессен-Касселю з 1670 року, одружений з Марією Амалією Кеттлер, мав численних нащадків
- Філіп(1655-1721) — ландграф Гессен-Філіпсталю, одружений з графинею Катериною Амалією Зольмс-Лаубахською, мав восьмеро дітей
- Георг(1658-1675) — одруженим не був, дітей не мав
- Єлизавета Генрієтта(1661-1683) — дружина курпринца Бранденбургу Фрідріха, мала одну дочку